# 鶴殿家
鶴殿家（つるどのけ）は、藤原北家九条家支流である華族の男爵家。鎌倉時代に存在した九条家の分家の公家だった鶴殿家（月輪家）を再興させる形で明治時代に鶴殿忠善が創設した。

## 歴史
家名は鎌倉時代前期の摂政・太政大臣九条良経の三男である内大臣基家が鶴殿と号されていたことに由来する。しかしこの基家に始まる鶴殿家（月輪家とも号した）は2代後の忠基の代の鎌倉時代後期に絶家した。
くだって江戸時代末期、関白九条尚忠の五男忠善は幼少にして出家して随心院門跡増護の付弟として入寺し「増縁」という僧にされた。しかし『山階宮三代』の慶応4年（1868年）1月18日条によれば、新政府総裁有栖川宮熾仁親王に増縁を還俗のうえ絶家していた旧摂家松殿家を再興させる案が建議されたという。忠善を当主とした新たな堂上家を創設することの請願であろうが、この段階では鶴殿家ではなく松殿家を再興させようという計画だったようである。
結局、増縁は明治5年（1872年）に至って還俗し、ひとまず九条家に復籍して九条忠善となった後、翌明治6年（1873年）に旧岡山藩家老伊木忠恭の養子に入って養父没後に家督を相続。この伊木姓時代にも忠善の華族取り立て案が出ていた。忠善は明治14年（1881年）から東京裁判所、本郷区治安裁判所、京橋区治安裁判所などに判事補として勤務し、明治20年（1887年）に判事に昇格したが、明治21年（1888年）11月に依願退職。翌12月に養家伊木家を離籍して生家九条家に復籍した。
忠善が九条家に戻った後、再び彼を当主とした分家華族の創設話が挙がるようになった。『法規分類大全』所収の明治22年（1889年）12月9日付け爵位局議案によると九条道孝公爵より叔父忠善に相当の財産を分与するので九条家の庶流だった鶴殿家を再興のうえ爵位を賜りたいという請願が出され、審議が行われた結果、名門九条家の外戚家であること、および奥羽鎮撫総督を務めるなど道孝の維新時における勲功から認められるべきであると結論され、同月18日付けで鶴殿忠善は男爵に叙せられた。その後忠善は貴族院の男爵議員に当選して務めた。
その子家勝は梅田製鋼所取締役、大阪無線株式会社監査役などを歴任して実業家として活躍した。彼の代に鶴殿男爵家の邸宅は大阪府三島郡吹田町にあった。

## 系譜
実線は実子、点線（縦）は養子。
| 九条尚忠  |      |      |      |      |      |      |      |      |      |      |      |  |  |      |      |      |      |      |      |  |  |  |  |
|           |      |      |      |      |      |      |      |      |      |      |      |  |  |      |      |      |      |      |      |  |  |  |  |
| 鶴殿忠善1 |      |      |      |      |      |      |      |      |      |      |      |  |  |      |      |      |      |      |      |  |  |  |  |
|           |      |      |      |      |      |      |      |      |      |      |      |  |  |      |      |      |      |      |      |  |  |  |  |
| 家勝2     |      |      |      |      |      |      |      |      |      |      |      |  |  |      |      |      |      |      |      |  |  |  |  |
|           |      |      |      |      |      |      |      |      |      |      |      |  |  |      |      |      |      |      |      |  |  |  |  |
| 純家3     |      |      |      |      |      |      |      |      |      |      |      |  |  |      |      |      |      |      |      |  |  |  |  |
|           |      |      |      |      |      |      |      |      |      |      |      |  |  |      |      |      |      |      |      |  |  |  |  |
|           |      |      |      |      |      |      |      |      |      |      |      |  |  |      |      |      |      |      |      |  |  |  |  |
| 和久      | 和久 | 和久 | 和久 | 和久 | 和久 | 英二 | 英二 | 英二 | 英二 | 英二 | 英二 |  |  | 周三 | 周三 | 周三 | 周三 | 周三 | 周三 |  |  |  |  |

### 系譜注
1. ↑  当初伊木忠恭養嗣子。